# Мулач, Йиндржих
Йиндржих Мулач (чеш. Jindřich Mulač) — чехословацкий гребец, выступавший за сборную Чехословакии по академической гребле в 1920-х годах. Один из гребцов чехословацкой рулевой четвёрки на летних Олимпийских играх в Антверпене.

## Биография
Наиболее значимое выступление в своей спортивной карьере совершил в сезоне 1920 года, когда вошёл в состав чехословацкой национальной сборной и благодаря череде удачных стартов удостоился права защищать честь страны на летних Олимпийских играх в Антверпене. В составе экипажа-четвёрки, куда также вошли гребцы Иржи Виган, Доминик Штиллип, Ярослав Оплт и рулевой Ян Баух, выбыл из борьбы за медали уже в стартовом заезде на стадии полуфиналов, уступив спортсменам из Соединённых Штатов, которые в итоге стали серебряными призёрами этой олимпийской регаты.
После антверпенской Олимпиады Мулач больше не показывал сколько-нибудь значимых результатов в академической гребле на международной арене. Дата и место смерти неизвестны.